# 342 Endymion
342 Endymion је астероид главног астероидног појаса са пречником од приближно 60,63 km.
Афел астероида је на удаљености од 2,899 астрономских јединица (АЈ) од Сунца, а перихел на 2,236 АЈ.
Ексцентрицитет орбите износи 0,129, инклинација (нагиб) орбите у односу на раван еклиптике 7,346 степени, а орбитални период износи 1503,098 дана (4,115 године).
Апсолутна магнитуда астероида је 10,22 а геометријски албедо 0,039.
Астероид је откривен 17. октобра 1892. године.